# Xylocalyx aculeolatus
Xylocalyx aculeolatus är en snyltrotsväxtart som beskrevs av Susan Carter. Xylocalyx aculeolatus ingår i släktet Xylocalyx och familjen snyltrotsväxter. Inga underarter finns listade i Catalogue of Life.